# 长白山罂粟
长白山罂粟（学名：Papaver radicatum var. pseudoradicatum）为罂粟科罂粟属下的一个变种。

## 扩展阅读
- 維基物種上的相關：长白山罂粟